# Christopher Foster

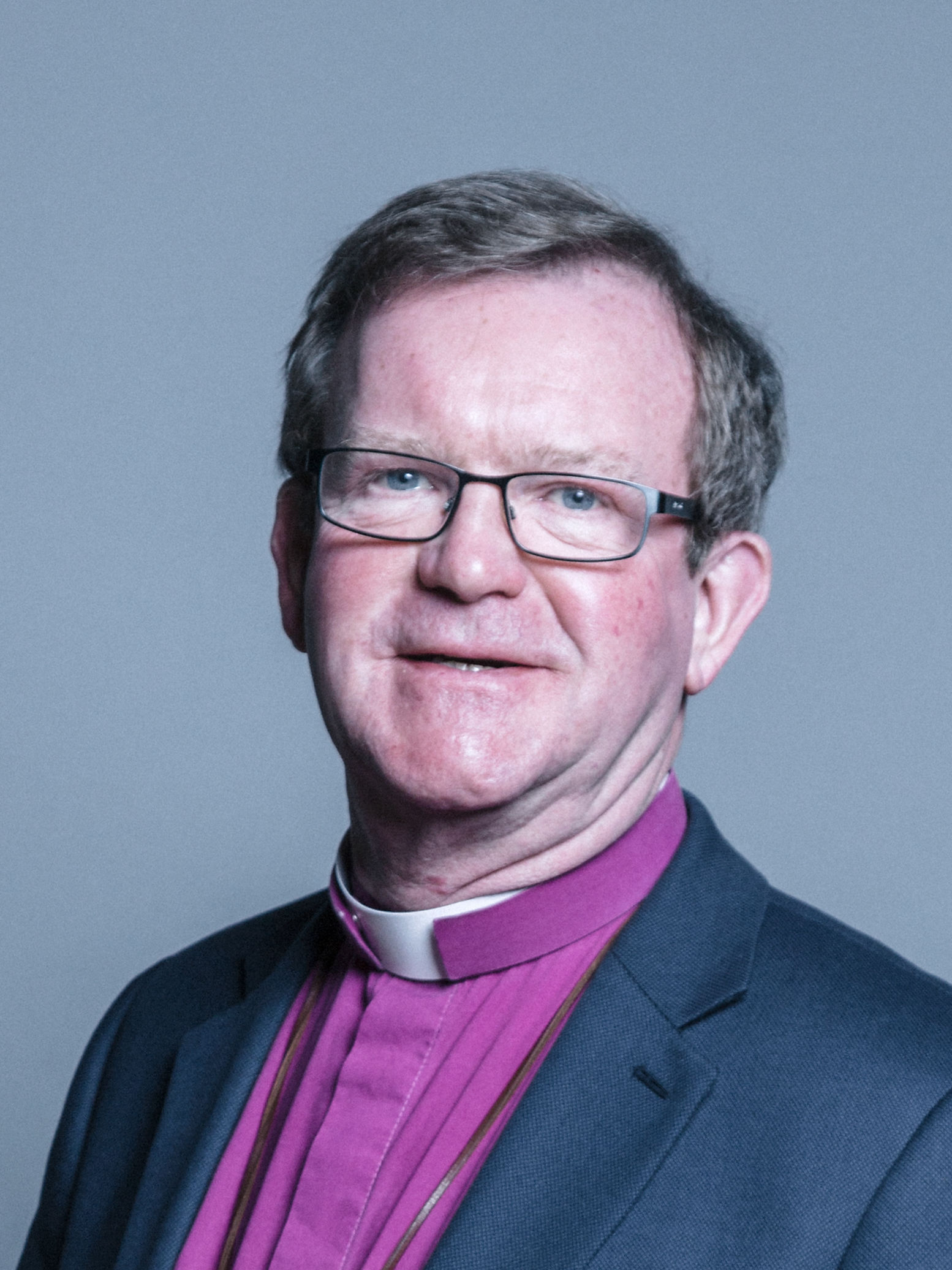
Christopher Foster

Christopher Richard James Foster (* 7. November 1953) ist ein britischer anglikanischer Theologe. Er war von 2010 bis 2021 Bischof der Diözese Portsmouth in der Church of England.

## Leben
Foster wuchs in der Industrieregion der West Midlands und in Surrey auf. Er studierte zunächst Wirtschaftswissenschaften (Economics) an der University of Durham und an der University of Manchester. Er schloss mit einem Master of Arts ab. Danach arbeitete er kurzzeitig von 1976 bis 1977 als Dozent für Economics an der University of Durham. Er studierte dann Theologie am Westcott House Theological College der Universität Cambridge.
1980 wurde er zum Diakon geweiht. 1981 folgte die Weihe zum Priester. Von 1980 bis 1982 war er Vikar (Assistant Curate) im Stadtteil Tettenhall Regis im Dekanat Wolverhampton in der Diözese von Lichfield. Von 1982 bis 1986 war er Kaplan (Chaplain) am Wadman College der Universität Oxford. Gleichzeitig war er Vikar an der University Church of Saint Mary, mit der Zuständigkeit auch für die Gemeinden Saint Cross und Saint Peter, in Oxford. 1986 wurde er Pfarrer (Curate) in Southgate im Norden Londons. Dieses Kirchenamt übte er bis 1994 aus. Gleichzeitig war er in dieser Zeit bis 1994 Continuing Ministerial Education Officer für den bischöflichen Kirchenbezirk Edmonton, im Norden Londons. 1994 wechselte er als Vize-Dekan (Sub-Dean) und Residenzkanoniker (Residentiary Canon) an die Abtei von St Albans (Cathedral and Abbey Church of St Alban) in Hertfordshire.
2001 wurde er als „Bischof von Hertford“ Suffraganbischof in der Diözese St Albans. Von 2007 bis 2010 war er Vorsitzender (Chairman) des Finance and General Purposes Committee der University of Hertfordshire. Im Februar 2010 wurde er als Nachfolger von Kenneth Stevenson zum Bischof von Portsmouth ernannt. Im April 2021 trat er in den Ruhestand.

## Mitgliedschaft im House of Lords
Am 7. Januar 2014 wurde Foster in seiner Funktion als Bischof von Portsmouth nach dem Grundsatz der Anciennität als nächst dienstältester Bischof der Church of England als Geistlicher Lord Mitglied des House of Lords. Am 6. Februar 2014 wurde er, mit Unterstützung von Peter Robert Forster, dem Bischof von Chester, und Stephen Platten, dem Bischof von Wakefield, offiziell ins House of Lords eingeführt.

## Privates
Foster ist in zweiter Ehe mit Sally Foster verheiratet. Seine erste Frau Julia starb 2001. Er ist Vater von zwei erwachsenen Kindern (ein Sohn, eine Tochter) aus seiner ersten Ehe. Foster hat großes Interesse an den aktuellen Fragestellungen in den Themengebieten Politik und Wirtschaft. Zu seinen Freizeitaktivitäten und Hobbys zählt Foster die Teilnahme an Unterhaltungsveranstaltungen,  Besuche in der Grafschaft Shropshire und seine Leidenschaft für die Wolverhampton Wanderers.